# Francesco Quinn
Pour les articles homonymes, voir Quinn.
Francesco Daniele Quinn, né le 22 mars 1963 à Rome, Italie et mort le 5 août 2011 à Malibu, Californie, est un acteur américain.

## Biographie
Troisième fils d'Anthony Quinn et Iolanda Addolori. Il eut deux enfants de Julie McCann et un enfant avec Valentina Castellani-Quinn. Francesco Quinn a, en 2008, défrayé la chronique à la suite de son arrestation pour violences conjugales. Sa première épouse, Julie McCann, le rend père de jumeaux, Max et Michela ; il n'était pas marié à Valentina Castellani, avec qui il a eu une fille, Sofia puisque le divorce n'a pas été validé avec sa première épouse.  Son fils Max était présent lors du drame.

## Filmographie

### Cinéma
- 1986 : Platoon d'Oliver Stone : Rhah
- 1988 : Love Dream (Princeless Beauty) de Charles Finch : Peter Janson
- 1989 : Stradivari de Giacomo Battiato : Alessandro
- 1989 : La Nuit du sérail (The Favorite) de Jack Smight : Mahmud adulte
- 1989 : Indio d'Antonio Margheriti : Daniel Morell
- 1989 : Casablanca Express de Sergio Martino : Captain Franchetti
- 1991 : A Star for Two de Jim Kaufman : le jeune Gabriel Todd
- 1991 : Murder Blues d'Anders Palm : John Reed
- 1992 : Judgment de William Sachs : Jimmy Sollera
- 1993 : Deadly Rivals de James Dodson : Bunny Wedman
- 1995 : The Dark Dancer de Robert Burge : Ramone
- 1995 : Chien d'élite (Top Dog) d'Aaron Norris : Mark Curtains
- 1995 : Red Shoe Diaries 5 : Weekend Pass : Tommy
- 1996 : Cannes Man de Richard Martini : Frank « Rhino » Rhinoslavsky
- 1997 : Deadly Ransom de Robert Hyatt : Luis Mendes
- 1998 : Nowhere Land de Rupert Hitzig : Walfredo
- 1998 : Placebo Effect de Alejandro Seri : Zac
- 2000 : The Translator de Leslie Anne Smith (court-métrage) : Jean-Paul Esselen
- 2001 : Almost a Woman : Don Carlos
- 2003 : Vlad de Michael D. Sellers : Vlad Tepes
- 2006 : Man vs. Monday de Ian Ziering (court-métrage) : Juan Carlos
- 2006 : Cut Off de Gino Cabanas et Dick Fisher : Agent Jones
- 2006 : Park de Kurt Voelker : Smoldering Park Worker
- 2007 : The Tonto Woman de Daniel Barber (court-métrage) : Ruben Vega
- 2007 : The Gnostic de Joe McDougall (court-métrage) : un guerrier
- 2007 : Muertas de Ryan Piers Williams (court-métrage) : Carlos
- 2007 : Le Spectre afghan (Afghan Knights) de Allan Harmon : Amad
- 2008 : Danny Fricke : Pablo Vicente
- 2008 : A Gunfighter's Pledge : Sheriff
- 2008 : Broken Promise de Eddie Howell : Santos
- 2008 : Hell Ride de Larry Bishop : Machete
- 2009 : Four Single Fathers (4 padri single) de Paolo Monico : Dom
- 2010 : Corruption.Gov / Conflict of Interest de Q. Manning et John Sjogren : Ron Garcia
- 2010 : Rollers de Romeo Antonio : Quinn
- 2011 : Transformers 3 : La Face cachée de la Lune, Mirage/Dino (voix)
- 2011 : Buttermilk Sky : Rafael
- 2011 : Roma nuda de Giuseppe Ferrara : ...

### Télévision
- 1985 : Quo Vadis?, Marcus Vinicius
- 1987 : Deux Flics à Miami (Miami Vice), épisode God's Work, Francesco Cruz
- 1990 : Le Vieil Homme et la Mer (The Old Man and the Sea) (téléfilm) de Jud Taylor : Santiago jeune
- 1992 : Red Shoe Diaries, épisode Double or Nothing
- 1992 : Les Aventures du jeune Indiana Jones (The Young Indiana Jones Chronicles), épisode Young Indiana Jones and the Curse of the Jackal, Francois
- 1992 : Dans la chaleur de la nuit (In the Heat of the Night), épisode Sanctuary, Ramon Salazar
- 1997 : Rough Riders : Rafael Castillo
- 1997 : Spécial OPS Force, épisode La Mano Negra, Ramon Boharo
- 1997 : JAG, Kabir Atef
- 1998 : Ultime Recours, épisode Security, Colonel Oscar Ponce
- 2000 : Good Versus Evil (G vs E), Agent Shaw
- 2000 : Les Feux de l'amour, Tomas del Cerro
- 2002 : Alias, Minos Sakkoulas
- 2002 : Crossing Jordan, personnage principal cubain
- 2003 : 24 Heures chrono, Syed Ali
- 2003 : FBI : Opérations secrètes, détective Lopez
- 2004 : NCIS : Enquêtes spéciales, Gunnery Sgt. Freddie Alvarez
- 2004 : Urgences, Dr. Alfonso Ramirez
- 2004 : Les Experts : Miami, Fidel
- 2005 : Into the West, Captain Salamanca
- 2005 : Esprits criminels, Michael Russo
- 2006 : NCIS : Enquêtes spéciales, Luis Romero
- 2007 : Tinseltown, Arturo
- 2008 : The Shield, Beltran
- 2010 :  The Glades, Eduardo Garcia
- 2011 : Zen, Gilberto Nieddu